# 1315
1315 (MCCCXV) a fost un an obișnuit al calendarului iulian, care a început într-o zi de vineri.

## Evenimente
- 19 martie: Regele Ludovic al X-lea al Franței promulgă "Carta normanzilor".
- 28 iunie: Contele Robert II al Flandrei este decăzut din drepturile sale.
- 9 iulie: Ordonanță a regelui Ludovic al X-lea referitoare la negustorii italieni (lombarzi de pe teritoriul Franței).
- 31 iulie: Regele Franței Ludovic al X-lea pornește o expediție asupra Flandrei; rezultatul este un eșec.
- 29 august: Bătălia de la Montecatini. Victorie a Pisei asupra unei coaliții conduse de Florența.
- 1 septembrie: Ludovic al X-lea își adună trupele la Lille.
- 15 noiembrie: Bătălia de la Morgarten. Elvețienii înfrâng trupele lui Leopold de Austria, asigurând independența cantoanelor elvețiene.

### Nedatate
- septembrie: În urma unei campanii mameluce conduse de al-Nâsir, sultanul de Cairo, tronul statului Dongola de pe teritoriul Sudanului este ocupat de un prinț musulman.
- Cavalerii din Rodos cuceresc insula Nisyros.
- Conform estimărilor, Cairo devine cel mai mare oraș al lumii.
- Este construită fortăreața din insula Kos, în Marea Egee.
- Fondarea regatului Sagaing, al șanilor, pe teritoriul Birmaniei.
- Începe marea foamete din Franța și Anglia (până la 1317).
- "Schisma arsenită" din Bizanț ia sfârșit.

## Arte, științe, literatură și filosofie
- Începe desfășurarea regulată (anuală) a "Regatei" la Veneția.

## Nașteri
- 5 aprilie: Iacob al III-lea de Majorca (d. 1349)
- Allegretto Nuzzi, pictor italian (d. 1373)
- Antonio Beccari, poet italian (d. 1373)
- Eberhard al II-lea, viitor conte de Württemberg (d. 1392)
- Étienne Marcel, negustor francez (d. 1358)
- Henric al IV-lea, viitor conte de Bar (d. 1344).
- Ludovic al V-lea, viitor duce de Bavaria (d. 1361)
- Muhammed IV, sultan al Granadei (d. 1333)

## Decese
- 9 mai: Hugues V, duce de Burgundia (n. 1282)
- 29 iunie: Ramon Llull,  filosof spaniol (n. 1235)

- Bonvesin della Riva, 74 ani, scriitor și poet italian (n. 1240)
- Enguerrand de Marigny, 54 ani, jurist francez (n. 1260)
- Pietro D'Abano, 57 ani, filosof și medic italian (n. 1257)

## Înscăunări
- 9 mai: Eudes IV, duce de Burgundia.